# Hong Kong International Theme Parks
Hong Kong International Theme Parks est une coentreprise entre la Walt Disney Company et le Gouvernement de Hong Kong, créée en 1999. Elle possède et gère le complexe de loisirs de Hong Kong Disneyland Resort, située sur l'île de Lantau.

## Description
Le 10 décembre 1999, l'accord officiel est signé entre le gouvernement de la SAR de Hong Kong et la Walt Disney Company et marque la création de la société Hong Kong International Theme Parks Limited détenu à 43 % par Disney et le reste par la SAR de Hong Kong.  Disney a investi 316 millions de $ dans la société.
Le 30 juin 2009, Disney et le gouvernement de Hong Kong annoncent un budget de 452 millions de $ pour réaliser des extensions au parc de Hong Kong Disneyland et un changement du capital, Disney reprenant 5 % du capital avec la répartition suivante de Hong Kong International Theme Parks Limited : 48 % pour Disney et 52 % pour le gouvernement de Hong Kong.
Le 29 mars 2017, The Walt Disney Company annonce une augmentation de 350 millions d'HK$ du capital de Hong Kong International Theme Parks afin de financer les agrandissements et ainsi passé à 48 %,.